# Marianella (rione)
Marianella è un rione di Napoli che fa parte del quartiere di San Giovanni a Teduccio nella XI Municipalità. Si trova nella zona sud dei quartieri di San Giovanni a Teduccio e Barra, ai confini con il vicino comune di Portici, in una vasta zona urbana.
Il rione di Marianella non è da confondere con l'omonima località del comune di Napoli, situata nel quartiere Piscinola, nell'area nord della città.

## Società
Marianella dispone di più centri sportivi, di diverse strutture alberghiere, di due parrocchie, di una stazione di polizia, di un'azienda sanitaria, di due scuole statali, ed è presente il noto parco dedicato a Massimo Troisi.